# مسجد گاردر
مسجد گاردر مربوط به دوره قاجار است و در خمینی شهر، خیابان امام شمالی، جوی گاردر واقع شده و این اثر در تاریخ ۱۴ اسفند ۱۳۸۵ با شمارهٔ ثبت ۱۷۸۱۱ به‌عنوان یکی از آثار ملی ایران به ثبت رسیده است.